# Philadelphia Transportation Co.
De Philadelphia Transportation Company is een voormalig Amerikaans openbaarvervoerbedrijf in Philadelphia. Het bedrijf ging in 1968 op in de Southeastern Pennsylvania Transportation Authority (SEPTA).

## Geschiedenis
Al rond 1900 was de verkeerscongestie in het centrum van Philadelphia zo groot dat men naar Boston reisde om daar de eerste tramtunnel ter wereld te bestuderen. De bestuurders besloten in Philadelphia ook zo'n tramtunnel aan te leggen en in 1905 werd deze onder Market Street naar het westen van Philadelphia in gebruik genomen. Aan het eind van de tunnel vertakte de lijnen zich en waaierden uit naar de aldaar gebouwde woonwijken. Deze zogenaamde 'Subway Surface Lines' waren in 2006 nog steeds in dienst als de lijnen 10, 11, 13, 34 en 36.

## Philadelphia Rapid Transit Co. (PRT)
PRT was het grootste trambedrijf in de VS dat geen lid was van de Electric Railway Presidents' Conference Committee (ERPCC). Bij PRT was er niet zo'n grote nood het trambedrijf te moderniseren als elders gezien het feit dat het materiaal in 1929 gemiddeld maar 13 jaar oud was. Er waren geen trams die ouder dan 19 jaar waren. Daarnaast was er ook een flink vacuüm in het management van PRT door de plotselinge dood van de charismatische president Thomas Mitten.
Halverwege de jaren dertig werd vervanging van trams in Philadelphia urgenter omdat de 1200 Nearside Cars meer dan 20 jaar oud waren. (Philadelphia was de geboorteplaats van de Nearside Car en het bedrijf had een groot aantal Peter Witt Cars in dienst.)
Er was echter geen geld. Dit kwam doordat PRT uit meer dan 200 onderliggende bedrijfjes bestond waarbij aan 120 hiervan rente en huur moest worden betaald. Hiertoe behoorde bijvoorbeeld een loodgietersbedrijf dat alle belangen in het onroerend goed van PRT had, en een reuzenrad in Willow Grove Park. In 1929 druppelde van elke netto verdiende dollar 23 cent naar deze bedrijven. Gedurende de Grote Depressie daalde de passagiersaantallen drastisch maar de rentes en de huren moesten toch worden opgebracht en het bedrijf raakte in 1934 onder curatele.
Voor de noodzakelijke modernisering was slechts geld voor 20 PCC-car 2001-2020) gebouwd door St. Louis Car Co. Deze wagens werden in 1938 op lijn 53 – Wayne Av. ingezet; een tramlijn door een gegoede buurt in noordwest Philadelphia. Een succes was ook bijna onvermijdelijk omdat deze lijn geen enkele andere lijn op haar traject hoefde te dulden en zo kon de acceleratie en snelheid van de PCC ten volle worden gedemonstreerd. Er was rekening gehouden met 5% extra passagiers maar in feite bleek er een extra toestroom van 50%. Omdat men niet snel aan nog meer PCC-cars kon komen, werd aan de plaatselijke firma J. G. Brill Co. gevraagd 3 Brillliners te kunnen leasen. Het contract werd in 1939 gesloten voor 10 cent per afgelegde mijl met een minimum van 250 dollar per maand.
In 1938 publiceerde het vakblad Transit Journal een lijst met de vijf grootste openbaarvervoerbedrijven ter wereld. De grootte werd gemeten aan de hand van het aantal trams dat in dienst was en de lengte van het lijnennet. PRT had 2136 trams en een lijnennet van 623 mijl. Dat was op dat moment het grootste bedrijf in de Verenigde Staten na dat van Chicago en vijfde op de lijst. Chicago Surface Lines/Chicago Transit Authority was toen het grootste bedrijf ter wereld. (Tweede was Sint-Petersburg, derde Moskou en vierde Berlijn.)
Bijna in elke straat in het centrum van Philadelphia reden tramlijnen en het bedrijf strekte zich uit tot Montgomery County in het noorden en Delaware County in het zuiden. Het systeem werd aangevuld met enkele metrolijnen, een ondergrondse oost-west tramtunnel en aanvullende Interurbans naar westelijke voorsteden.

## Philadelphia Transportation Co.

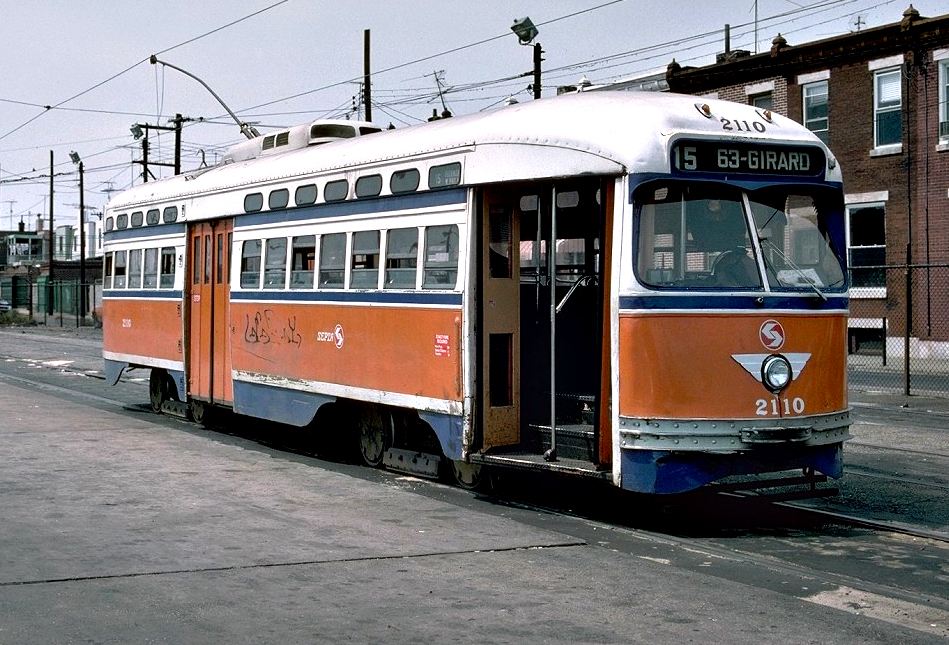
PCC 2110 in zogenaamde Gulf-beschildering, in de jaren zeventig, bij het desolate eindpunt van lijn 15

Na het bankroet van de Philadelphia Rapid Transit Co. (PRT) in 1940 werd de naam van het bedrijf gewijzigd in PTC en werden de rentebetalingen en de huren aan de onderliggende bedrijven gesaneerd. In tegenstelling tot de meeste grote Amerikaanse steden bleef PTC de tram trouw. In de jaren dertig en veertig waren er slechts opheffingen van marginale tramlijnen. Net als in andere steden steeg het gebruik van openbaar vervoer in de Tweede Wereldoorlog enorm. Op sommige lijnen zelfs met 600%.
Voortbordurend op het moderniseringsplan van PRT uit 1939 - dat bestond uit de gewenste aanschaf van 800 nieuwe (trolley)bussen en 500 trams - werden als eerste 50 trolleybussen, 153 bussen en 130 PCC's besteld. PCC-cars 2501 t/m 2580 werden ingezet op de lijnen 13 – Chester Av. en 42 – Spruce Str. (ook een lijn die door een 'betere buurt' reed). De andere wagens, 2031 t/m 2080 genummerd, werden op lijn 56 – Erie-Torresdale ingezet (alweer een lijn die door een 'betere buurt' reed). Deze laatste wagens waren trams die voor eenmansbediening geschikt waren.
Vanwege de enorme vervoerstoename gedurende de Tweede Wereldoorlog wenste PTC meer PCC's te kopen en verhoogde een oorspronkelijke opdracht van 20 naar 110 wagens. Zelf verbaasd over het kennelijke onderhandelingssucces werden de nieuwe wagens (2081-2090 en 2581-2680) door het Office of Defense Transportation in 1942 aan Philadelphia gegund. Deze wagens werden ingezet op lijn 56, omdat het vervoer daar flink was gestegen, en de lijnen 47 – 8th & 9th Street en 50 – 4th & 5th Street, waarmee twee zeer drukke noord-zuid verlopende lijnen geheel met PCC-cars werden geëxploiteerd.
Tussen 1940 en 1943 steeg het totale vervoer met 66%, waardoor behoorlijke winst werd gemaakt. Het aantal passagiers steeg tot over de 1 miljard per jaar. Het vervoer naar de oorlogswerven en de enorme staalfabrieken in het zuiden van de stad betekende dat trams, die 10 jaar ongebruikt buiten hadden gestaan, weer werden opgelapt en in dienst gesteld. In 1947 werden 210 PCC-cars afgeleverd die al voor aflevering in 1944 beoogd waren. De serie 2701-2800, bedoeld voor exploitatie met een conducteur, uit deze opdracht werd op de langste tramlijn van Philadelphia, lijn 23 – Germantown, in dienst gesteld. Daarna was lijn 43 – Spring Garden aan de beurt. De eenmanswagens 2091-2200 werden in 1948 in dienst gesteld op lijn 5 – Frankford-2nd & 3rd Streets (een lange noordzuidlijn) en lijn 6 – Willow Grove.

## Overname

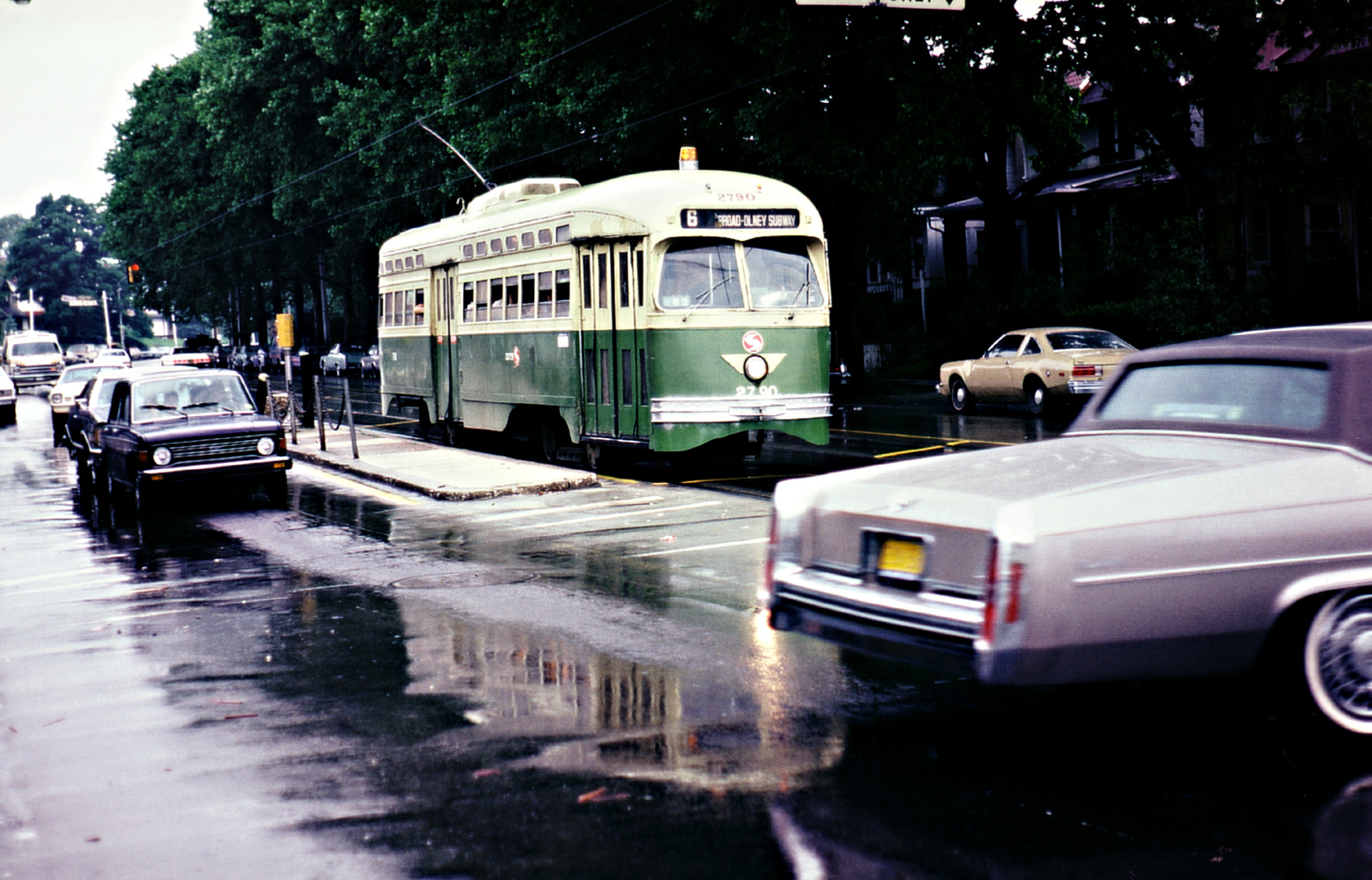
PCC 2790 in North Philadelphia op lijn 6 in groene beschildering na een stortbui

In 1954 verkreeg National City Lines, een nationaal opererend bedrijf dat overal openbaarvervoerbedrijven opkocht en – ondersteund door de bus- en automobielindustrie – massale opheffing van trambedrijven veroorzaakte, een meerderheidsbelang in PTC. Strategische op een zeer juist moment want de trambedrijven waren er na de oorlog zeer slecht aan toe en een aanbieding voor nieuwe en goedkope bussen, waardoor men de trams kon slopen en de rails en de bovenleiding niet meer hoefde te vervangen en onderhouden, was zeer aantrekkelijk.
Driekwart van de tramlijnen werd abrupt opgeheven en buslijnen of in sommige gevallen (lijnen 66 en 75) trolleybuslijnen. Totaal 984 trams werden gesloopt en vervangen door 'beter' vervoer: 1000 nieuwe General Motors-dieselbussen. Het eerdere doel van PTC om een nog groter (het plan was 750) aantal PCC's te bestellen kwam abrupt tot stilstand. In 1955 werd de tramtunnel vanaf Market Street nog verlengd tot de kruising van 40th en Woodland Avenue.
In 1955 was het door de opheffingsgolf mogelijk vele overgebleven tramlijnen met PCC's uit te rusten, waaronder alle lijnen door de tramtunnel: 10 – Lancaster Av., 11 – Woodland Av., 34 – Baltimore Av., 37 – Westinghouse (nu 36) en 38 – Baring Str. plus lijn 15 - Girard Av., 60 – Allegheny Av. en 20 – 12th en 13th Street (tot de opheffing daarvan in 1957). De instroom van tweedehandstrams uit St. Louis bleek een miskoop. Mechanisch gezien waren ze zonder veel storingen moeilijk aan de praat te houden. Veertig van de wagens werden met de opheffing van de tramlijnen 17, 20 en 32 in december 1957 uit dienst genomen.
Het uiteindelijke doel van NCL om de tram opgeheven te krijgen ondervond bij gemeentebestuur en burgers steeds meer weerstand. Vooral het achteruitgaan van het onderhoud aan de trams, de opheffing van lijn 42 en de aflossing van de 1000 gekochte bussen veroorzaakten veel tumult. NCL had wel zijn doel, een stad afhankelijk van bussen, bereikt en begon de gemeente te bewerken PTC over te nemen. Dit lukte in 1968. In dat jaar werd SEPTA (Southeastern Pennsylvania Transportation Authority) opgericht die, als overheidsinstantie, al het openbaar vervoer in de agglomeratie Philadelphia overnam.
Het onderhoud tot die tijd was zo verslechterd dat een PCC eens in de 600 mijl storingen kreeg tegen een normale geacht cijfer van eens per 5500 mijl. Het tijdelijk opheffen van tramlijnen was normaal geworden en iedere gemeentelijk initiatief om bruggen en straten te verbeteren waardoor men een tramlijn een paar maanden uit dienst kon nemen, werd met beide handen aangegrepen.

## PCC-cars in Philadelphia
- Alle PCC-cars werden door de St. Louis Car Co. gebouwd.
  - 2001 – 2005
  - 2006 – 2020
  - 2031 – 2080
  - 2081 – 2090
  - 2501 – 2580
  - 2581 – 2680
  - 2701 – 2800
  - 2091 – 2200 (oorspronkelijk bedoeld als 2801 – 2910)

- Tweedehands van Kansas City in 1952:
  - 2251 – 2290
- Tweede hands van St. Louis 1954:
  - 2201 – 2240
  - 2241 – 2250
- Tweede hands van Toronto 1976:
  - 2240 – 2241
  - 2242 – 2250
  - 2300 – 2318

Begin jaren negentig verkocht SEPTA aan San Francisco een aantal PCC's en herbouwde ook PCC's voor de in 2005 weer in dienst genomen lijn 15 – Girard Av.
Zie verder: Southeastern Pennsylvania Transportation Authority (SEPTA).